# Prix Florence-Nightingale-David
Ne pas confondre avec la médaille Florence-Nightingale pour les infirmières, fondé en 1985.
Le prix Florence-Nightingale-David est une distinction mathématique attribuée à une statisticienne, « qui joue un rôle de modèle aux autres femmes à travers ses contributions à la profession vers l'excellence en recherche, son rôle moteur au sein de groupes collaboratifs multidisciplinaires, l'éducation aux statistiques ou son engagement au sein de sociétés professionnelles ». Il est nommé en référence à la mathématicienne Florence Nightingale David. Le prix est créé en 2001 par l'université de Californie à Riverside et il est décerné tous les deux ans conjointement par le Comité des présidents de sociétés statistiques (COPSS) et le Caucus for Women in Statistics.

## Lauréates
Le prix est attribué depuis 2001, et Florence Nightingale David le reçoit rétroactivement, en date de 1994.
Les lauréates du prix sont, :
- 1994 : Florence Nightingale David
- 2001 : Nan Laird[5].
- 2003 : Juliet Popper Shaffer
- 2005 : Alice S. Whittemore
- 2007 : Nancy Flournoy « pour ses contributions à la recherche fondamentale dans les conceptions adaptatives, l'analyse séquentielle, les essais cliniques, et en particulier dans les essais de transplantation de moelle osseuse; pour son enseignement dévoué; pour son mentorat passionné auprès de jeunes statisticiens, nouveaux chercheurs, femmes et minorités, et chercheurs dans les petites universités, pour son leadership dans la profession, y compris son rôle de présidente d'un important département de statistique »[6]
- 2009 : Nancy Reid
- 2011 : Marie Davidian « pour son importante contribution au développement de méthodes pour l'analyse des données à partir d'études longitudinales et d'essais cliniques, et pour son leadership exceptionnel et son dévouement à la profession statistique »[7].
- 2013 : Lynne Billard[8].
- 2015 : Francesca Dominici[9].
- 2017 : Xihong Lin « pour son leadership et sa recherche collaborative en génétique statistique et en bioinformatique; et pour sa passion et son dévouement dans le mentorat d'étudiants et de jeunes statisticiens »[10]
- 2019 : Susan S. Ellenberg « pour ses rôles de leadership percutants au NIH, à la FDA et à l'université de Pennsylvanie, développant et évaluant de nouvelles méthodologies et approches spécialisées pour améliorer la conduite d'essais cliniques; pour influencer la pratique éthique et diriger l'élaboration de politiques réglementaires importantes; pour le leadership dans l'établissement de normes pour les comités de surveillance des données d'essais cliniques; pour le leadership statistique supérieur pour de nombreux essais cliniques du réseau de recherche clinique multicentrique; pour un leadership distingué dans de nombreuses sociétés professionnelles et des comités nationaux et internationaux traitant des principaux problèmes de santé publique et pour servir de modèle académique exceptionnel aux professeurs et aux étudiants »[11]
- 2021 : Alicia Carriquiry « Pour avoir été un modèle exceptionnel pour les statisticiens et les femmes d'Amérique latine et pour les statisticiens qui aspirent à un impact scientifique; pour la recherche influente bayésienne, médico-légale, de transport et de nutrition; pour un leadership efficace de groupes multidisciplinaires; pour un engagement important dans les académies nationales et les sociétés statistiques professionnelles; et pour la promotion des femmes et des statisticiennes en début de carrière[12]. »
- 2023 : Karen Bandeen-Roche